# اچ‌ام‌اس چلشام (ام۲۶۱۶)
اچ‌ام‌اس چلشام (ام۲۶۱۶) (به انگلیسی: HMS Chelsham (M2616)) یک کشتی ساخت بریتانیا به طول ۱۰۰ فوت (۳۰ متر) بود. این کشتی در سال ۱۹۵۲ ساخته شد.